# Sierra Leone na Letnich Igrzyskach Olimpijskich 1992
Sierra Leone na Letnich Igrzyskach Olimpijskich 1992 w Barcelonie reprezentowało 11 zawodników: 9 mężczyzn i 2 kobiety. Najmłodszym olimpijczykiem była lekkoatletka Eunice Barber (17 lat 258 dni), a najstarszym biegacz Francis Dove-Edwin (25 lat 175 dni)
Był to piąty start reprezentacji Sierra Leone na letnich igrzyskach olimpijskich.

## Lekkoatletyka
Kobiety
- Eunice Barber – bieg na 100 metrów (odpadła w eliminacjach), skok w dal (29. miejsce), siedmiobój lekkoatletyczny (26. miejsce)
- Melrose Mansaray – bieg na 200 metrów (odpadła w eliminacjach), bieg na 400 metrów (odpadła w eliminacjach)

Mężczyźni
- Sanusi Turay – bieg na 100 metrów (odpadł w eliminacjach)
- Francis Dove-Edwin – bieg na 200 metrów (odpadł w eliminacjach)
- Foday Sillah – bieg na 400 metrów (odpadł w eliminacjach)
- Prince Amara – bieg na 800 metrów (odpadł w eliminacjach)
- Benjamin Grant – bieg na 110 metrów przez płotki (odpadł w eliminacjach)
- Tom Ganda – skok w dal (27. miejsce)
- sztafeta 4 × 100 metrów: Francis Keita, Denton Guy-Williams, Paul Parkinson, Sanusi Turay (odpadła w eliminacjach)